# MTV Movie Awards 2010
De MTV Movie Awards 2010 vonden plaats op 6 juni 2010 in het Gibson Amphitheatre in Universal City (Californië). De voorstelling werd gepresenteerd door stand-upcomedian en acteur Aziz Ansari.

## Winnaars en nominaties

### Best Movie (Beste film)
The Twilight Saga: New Moon
- Alice in Wonderland
- The Hangover
- Harry Potter and the Half-Blood Prince
- Avatar

### Best Male Performance (Beste mannelijke vertolking)
Robert Pattinson – The Twilight Saga: New Moon
- Zac Efron – 17 Again
- Taylor Lautner – The Twilight Saga: New Moon
- Daniel Radcliffe – Harry Potter and the Half-Blood Prince
- Channing Tatum – Dear John

### Best Female Performance (Beste vrouwelijke vertolking)
Kristen Stewart – The Twilight Saga: New Moon
- Sandra Bullock – The Blind Side
- Amanda Seyfried – Dear John
- Zoë Saldana – Avatar
- Emma Watson – Harry Potter and the Half-Blood Prince

### Best Breakout Star
Anna Kendrick – Up in the Air
- Quinton Aaron – The Blind Side
- Zach Galifianakis – The Hangover
- Logan Lerman – Percy Jackson & the Olympians: The Lightning Thief
- Chris Pine – Star Trek
- Gabourey Sidibe – Precious

### Best Villain (Beste schurk)
Tom Felton – Harry Potter and the Half-Blood Prince
- Helena Bonham Carter – Alice in Wonderland
- Ken Jeong – The Hangover
- Stephen Lang – Avatar
- Christoph Waltz – Inglourious Basterds

### Best Comedic Performance (Beste Komische Vertolking)
Zach Galifianakis – The Hangover
- Sandra Bullock – The Proposal
- Bradley Cooper – The Hangover
- Ryan Reynolds – The Proposal
- Ben Stiller – Night at the Museum: Battle of the Smithsonian

### Best Scared-As-S**t Performance
Amanda Seyfried – Jennifer's Body
- Sharlto Copley – District 9
- Jesse Eisenberg – Zombieland
- Katie Featherston – Paranormal Activity
- Alison Lohman – Drag Me to Hell

### Best Kiss (Beste kus)
Kristen Stewart and Robert Pattinson – The Twilight Saga: New Moon
- Sandra Bullock and Ryan Reynolds – The Proposal
- Zoë Saldana and Sam Worthington – Avatar
- Kristen Stewart and Dakota Fanning – The Runaways
- Taylor Swift and Taylor Lautner – Valentine's Day

### Best Fight (Beste gevecht)
Beyoncé vs. Ali Larter – Obsessed
- Robert Downey, Jr. vs. Mark Strong – Sherlock Holmes
- Hugh Jackman and Liev Schreiber vs. Ryan Reynolds – X-Men Origins: Wolverine
- Logan Lerman vs. Jake Abel – Percy Jackson & the Olympians: The Lightning Thief
- Sam Worthington vs. Stephen Lang – Avatar

### Best WTF Moment
Naked Trunk Surprise – Ken Jeong (from The Hangover)
- Bill Murray?! A Zombie?! – Bill Murray (from Zombieland)
- Cops a Feel – Betty White (from The Proposal)
- Unexpected Transformation – Isabel Lucas (from Transformers: Revenge of the Fallen)
- Vomits a Mysterious Black Ooze – Megan Fox (from Jennifer's Body)

### Biggest Badass Star
Rain
- Angelina Jolie
- Chris Pine
- Channing Tatum
- Sam Worthington

### Global Superstar (Wereldwijde superster)
Robert Pattinson
- Taylor Lautner
- Johnny Depp
- Daniel Radcliffe
- Kristen Stewart

### MTV Generation Award (MTV Generatie Award)
- Sandra Bullock

1992 · 1993 · 1994 · 1995 · 1996 · 1997 · 1998 · 1999 · 2000 · 2001 · 2002 · 2003 · 2004 · 2005 · 2006 · 2007 · 2008 · 2009 · 2010 · 2011